# 弗蘭肯默斯
弗蘭肯默斯（英語：Frankenmuth，/ˈfræŋ.kən.muːθ/ FRANK-ən-mooth）是一個位於美國密歇根州薩吉諾縣的城市。

## 人口
根據2020年美國人口普查的數據，弗蘭肯默斯的面積為8.20平方千米，當中陸地面積為8.05平方千米，而水域面積為8.15平方千米。當地共有人口4987人，而人口密度為每平方千米608人。